# Atlético Ottawa
Az Atlético Ottawa egy kanadai labdarúgócsapat, amelynek székhelye az Ontario állambeli Ottawa városában található. A klub 2020 óta a kanadai első osztályban, a Canadian Premier League-ben szerepel. Hazai mérkőzéseit a 24 000 néző befogadására alkalmas TD Place Stadionban játssza.

## Játékoskeret
2023. június 29. szerint.
| #  |                       | Poszt | Név                                                       |
| -- | --------------------- | ----- | --------------------------------------------------------- |
| 1  | CAN                   | K     | Sean Melvin                                               |
| 3  | CMR                   | V     | Macdonald Ngwa Niba                                       |
| 4  | ESP                   | V     | Diego Espejo (kölcsönben az Atlético Madrid B csapatától) |
| 5  | Trinidad és Tobago    | V     | Luke Singh (kölcsönben a Toronto csapatától)              |
| 7  | Zöld-foki Köztársaság | CS    | Gianni dos Santos                                         |
| 9  | CAN                   | CS    | Carl Haworth                                              |
| 10 | NIR                   | KP    | Ollie Bassett                                             |
| 11 | CAN                   | KP    | Noah Verhoeven                                            |
| 14 | CAN                   | KP    | Jean-Aniel Assi (kölcsönben a Montréal csapatától)        |
| 15 | CAN                   | V     | Maxim Tissot                                              |
| 16 | CAN                   | V     | Zach Verhoven                                             |
| 17 | ESP                   | V     | Miguel Acosta                                             |
| 18 | CAN                   | CS    | Samuel Salter                                             |

| #  |                    | Poszt | Név              |
| -- | ------------------ | ----- | ---------------- |
| 19 | Trinidad és Tobago | CS    | Malcolm Shaw     |
| 20 | CAN                | V     | Karl Ouimette    |
| 21 | ESP                | KP    | Alberto Zapater  |
| 22 | CAN                | KP    | Zakaria Bahous   |
| 23 | CAN                | V     | Tyr Walker       |
| 26 | CAN                | KP    | Omar Darwish     |
| 29 | CAN                | K     | Nathan Ingham    |
| 30 | BRA                | KP    | Gabriel Antinoro |
| 46 | CAN                | V     | Zachary Roy      |
| 91 | FRA                | V     | Aboubakary Sacko |
| 99 | SUI                | CS    | Rubén del Campo  |

## Vezetőedzők
| Név                | Évek                                   |
| ------------------ | -------------------------------------- |
| Mista              | 2020. február 11. – 2021. december 28. |
| Carlos González    | 2022. február 24. – 2024. november 21. |
| Diego Andrei Mejía | 2025. január 15. – jelenleg is         |

## További hivatkozások
- Hivatalos honlapja